# ハナダカクサリヘビ
ハナダカクサリヘビ（鼻高鎖蛇、学名：Vipera ammodytes）は、クサリヘビ科クサリヘビ属に分類されるヘビ。特定動物。

## 分布
ヨーロッパから西アジアにかけて

## 形態
全長65cm。体形は太短い。背面には黒く縁取られた鎖状の斑紋が入る。尾は頭部や胴体と異なる色彩をしている。
頭部は大型で扁平。吻端には角状の突起があり、和名や英名の由来になっている。この吻端の突起は9-20枚の鱗で覆われ、鱗の数は南に分布する個体程多いとされる。背面の鱗は細かく、筋状の隆起（キール）が入る。
オスは体色が灰色で、メスは褐色。

### 毒
毒性は出血毒。ヨーロッパに分布するクサリヘビ属の構成種内で最も毒性が強いとされる。

## 生態
岩場等の乾燥した開けた環境に生息する。木の根元等でじっとしていることが多いが、獲物を求めて樹上に登ることもある。
食性は動物食で、爬虫類、鳥類、小型哺乳類等を食べる。
繁殖形態は卵胎生で、4-5月に交尾し8-9月に1回に5-15頭の幼蛇を産む。生後2-4年で性成熟する。

## 画像

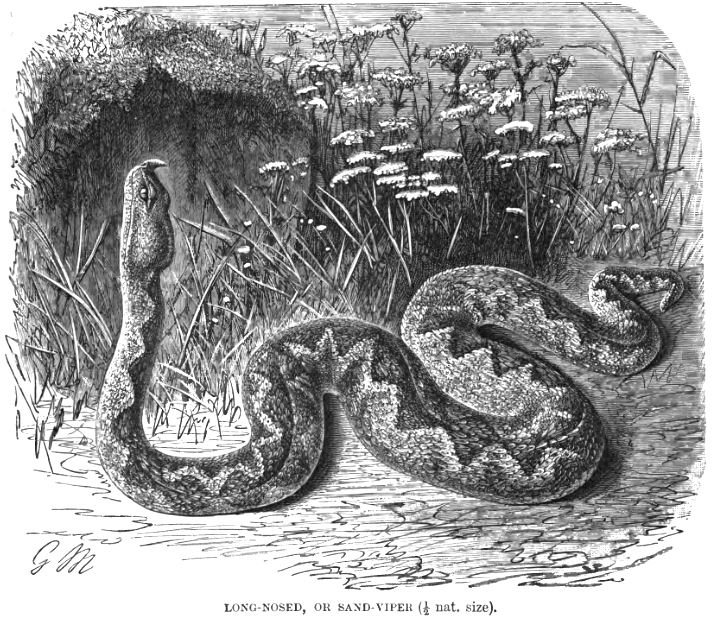
イラスト

## 人間との関係
開発による生息地の減少等により生息数は減少している。